# Бенедетти, Венсан
Венса́н Бенедетти́ (фр. Vincent Benedetti, comte Benedetti et de l'Empire; 1817—1900) — французский дипломат, граф.

## Биография
Венсан Бенедетти родился 29 апреля 1817 года в городе Бастии на острове Корсика.
Был французским консулом в Египте и в Палермо, затем секретарём посольства в Константинополе, директором политического отдела в министерстве иностранных дел Франции. На Парижском конгрессе 1856 года Бенедетти был секретарём.
В начале 1860 года Наполеон III отправил его с особым поручением к туринскому двору, где он заключил договор относительно уступки Савойи и Ниццы.
Затем в 1861 году был назначен чрезвычайным и полномочным послом в Турине, но уже в 1862 году оставил этот пост.
Однако в 1864 году Венсан Бенедетти вновь вернулся к дипломатической деятельности и отправился послом в Берлин.
Когда вспыхнула война между Пруссией и Австрией, Бенедетти дано было поручение действовать в Никольсбурге (где 26 июля был подписан прелиминарный мир) во французских интересах и требовать для Франции уступки рейнской Баварии и рейнского Гессена вместе с Майнцем. Кроме того, на него в 1867 году было возложено вести переговоры относительно Бельгии и Люксембурга, но он не смог ничего добиться у Отто фон Бисмарка.

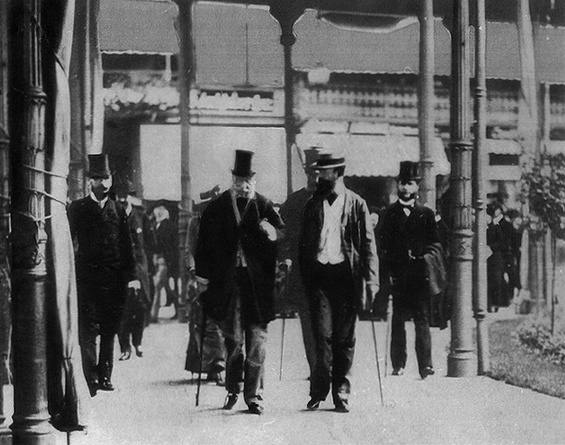
Вильгельм I (второй слева) и Бенедетти (крайний справа) в Эмсе

Когда в начале 1870 принц Леопольд Гогенцоллерн-Зигмаринген выступил кандидатом на испанский престол, Венсан Бенедетти внёс 4 июля в министерство иностранных дел в Берлине запрос и 9, 11 и 13 июля встречался в Эмсе с королём Вильгельмом I. Переговоры Бенедетти с Вильгельмом, приобрели историческую известность (см. Эмсская депеша) вследствие заявленных им от имени Франции непомерных требований, вызвавших в итоге франко-прусскую войну. 14 июля Венсан Бенедетти возвратился из Эмса в Париж. Чтобы разоблачить интригу, которая уже несколько лет велась из Парижа при посредстве Бенедетти, Бисмарк сообщил английскому посланнику, лорду Лофтусу, документы, из которых было ясно, что Франция давно замышляла присоединить к себе Бельгию и Люксембург и для этого требовала содействия Пруссии. Бенедетти пытался опровергнуть это в своей записке «Ma mission en Prusse» (Париж, 1871).
После низвержения императорского правительства в Париже и провозглашения республики Бенедетти, возведённый Наполеоном III в 1869 в графское достоинство, вышел в отставку и уехал в Италию. Однако, некоторое время спустя, вновь возвратился во французскую столицу.
Венсан Бенедетти скончался в преклонном возрасте 28 марта 1900 года в Париже.